# Ancienne chambre échevinale de Frasnes-lez-Gosselies
L’ancienne chambre échevinale de Frasnes-lez-Gosselies est un témoin de l'architecture civile rurale du Moyen Âge que la tradition populaire fait remonter au XIIe siècle et qui est situé à Frasnes-lez-Gosselies, village de la commune belge des Bons Villers, en province de Hainaut.

## Localisation
Le monument se dresse entre bois et champs, à l'est du centre du village de Frasnes-lez-Gosselies, près de la rue de l'Encloître.

## Historique
En 1099, un prieuré est fondé à Frasnes par des moines bénédictins de l'abbaye d'Affligem, sur des terres cédées à l'abbaye par la veuve du seigneur de Frasnes,,,.
De ce prieuré, laissé progressivement à l'abandon à partir du XVIe siècle, il ne subsiste que la chapelle Notre-Dame du Roux et l'ancienne chambre échevinale, un édifice qu'une  tradition populaire invérifiable associe au siège des réunions d'une cour échevinale (un maïeur et des échevins) installée dans la localité vers 1160, faisant ainsi remonter l'édifice au XIIe siècle,,,.
Le bâtiment fut ensuite intégré au système de défense du prieuré avant de servir d'entrée charretière à une importante ferme, dite « Ferme de l'Encloître », qui existe toujours au sud-ouest de l'ancienne chambre échevinale, dans une rue appelée cour Mondez,,,,.

## Statut patrimonial et restauration
L'ancienne chambre échevinale de Frasnes-lez-Gosselies est entrée dans le domaine public en 1989 à la suite de son acquisition par l'association « Les Amis de la Chambre Échevinale ».
Elle fait l'objet d'un classement au titre des monuments historiques le 13 septembre 1991 sous la référence 52075-CLT-0005-01,,,.
Elle est restaurée en 1997 grâce à des fonds récoltés par la population des Bons Villers, avec l'aide de la fondation Roi Baudouin, de l'administration communale, de la Région wallonne, de la Province de Hainaut et de donateurs.

## Architecture
L'ancienne chambre échevinale est une tour en moellons de grès et de calcaire, percée de deux portes en plein cintre : sur la façade avant, à gauche, se trouve l'entrée piétonne et, à droite, l'entrée charretière, surmontée d'une fenêtre à croisée en pierre bleue datée du XVIIe siècle,,,. 
De l'autre côté, la façade arrière présente une porte piétonne condamnée par une dalle de calcaire de remploi, provenant peut-être d'une cheminée de l'ancien château de Rêves,,. Cette porte piétonne est sommée d'un linteau monolithe frappé d'un écusson.
Dans le passage carrossable, le côté gauche est percé d'une petite porte ogivale.
L'édifice est couvert d'une toiture en bâtière d'ardoises à croupettes,.

Façade arrière
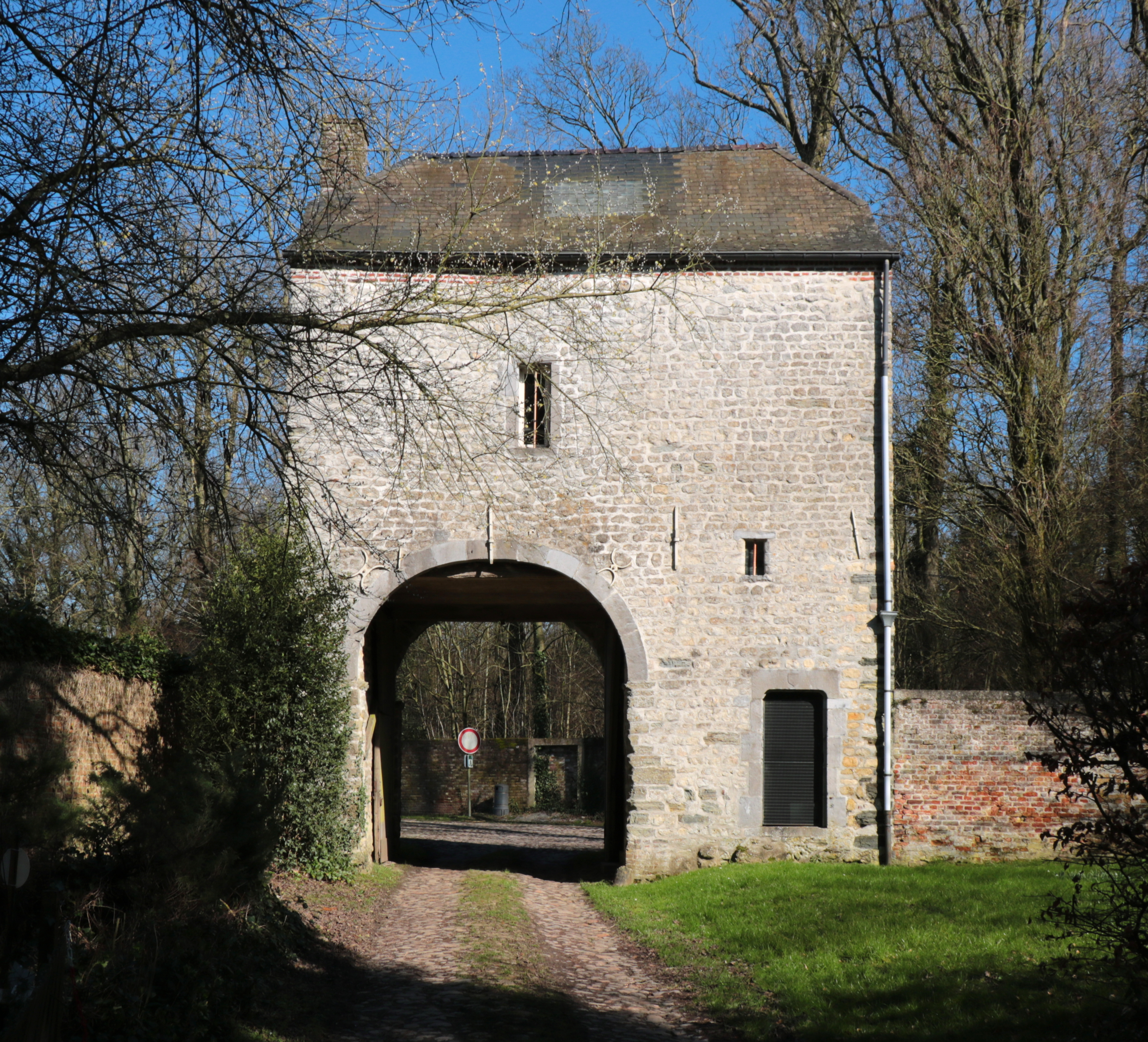
Façade arrière.
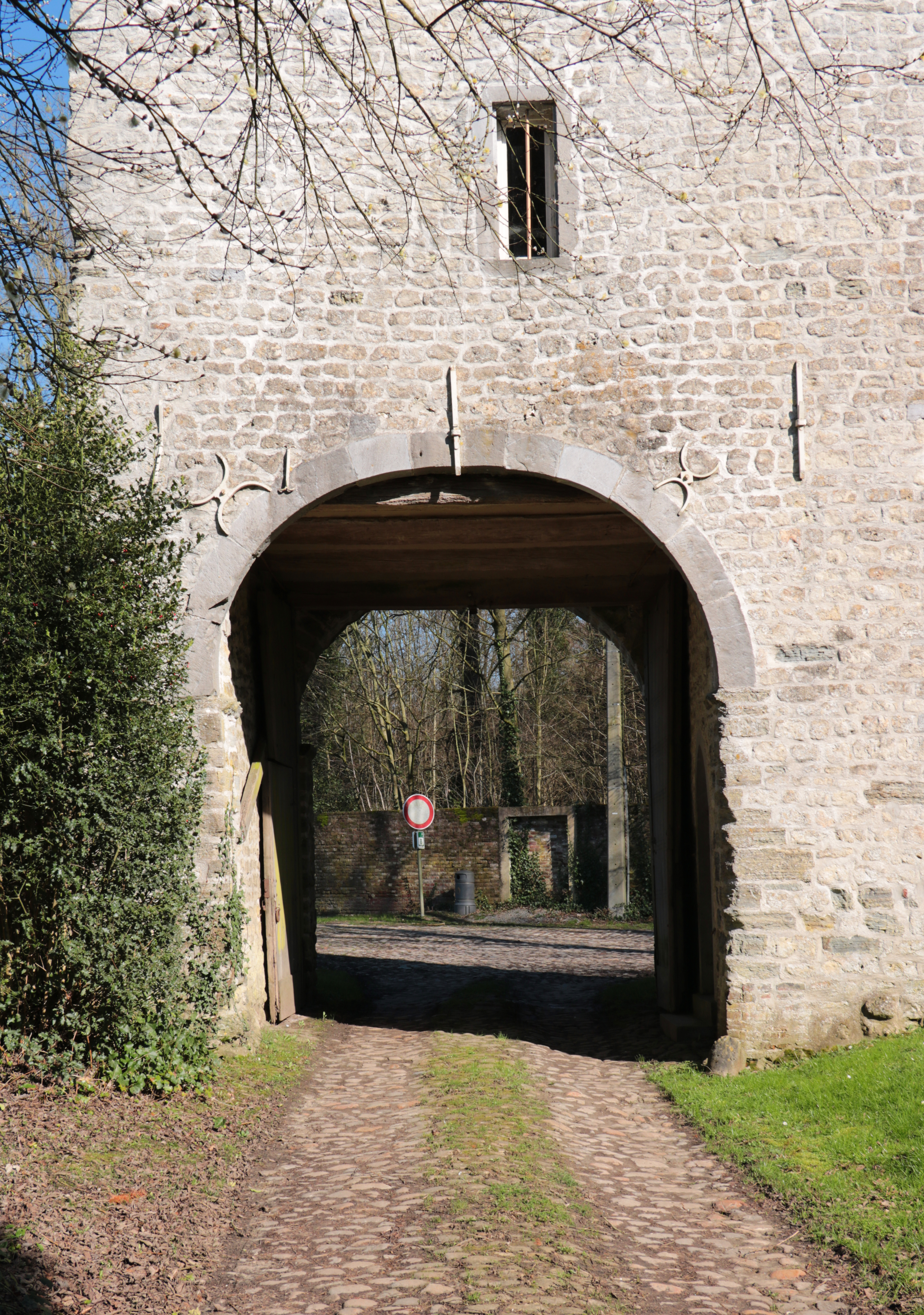
Entrée charretière.
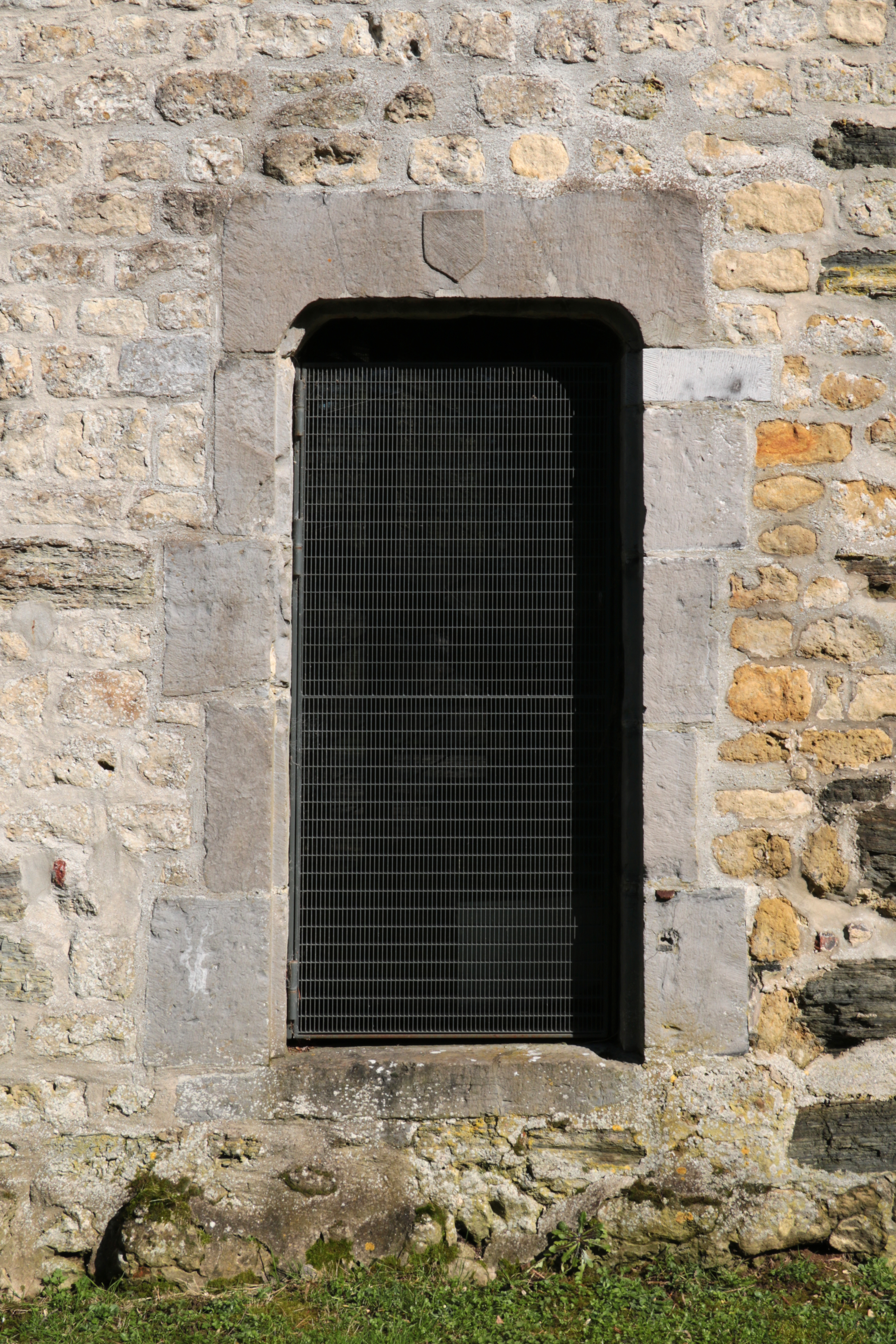
Porte piétonne condamnée.
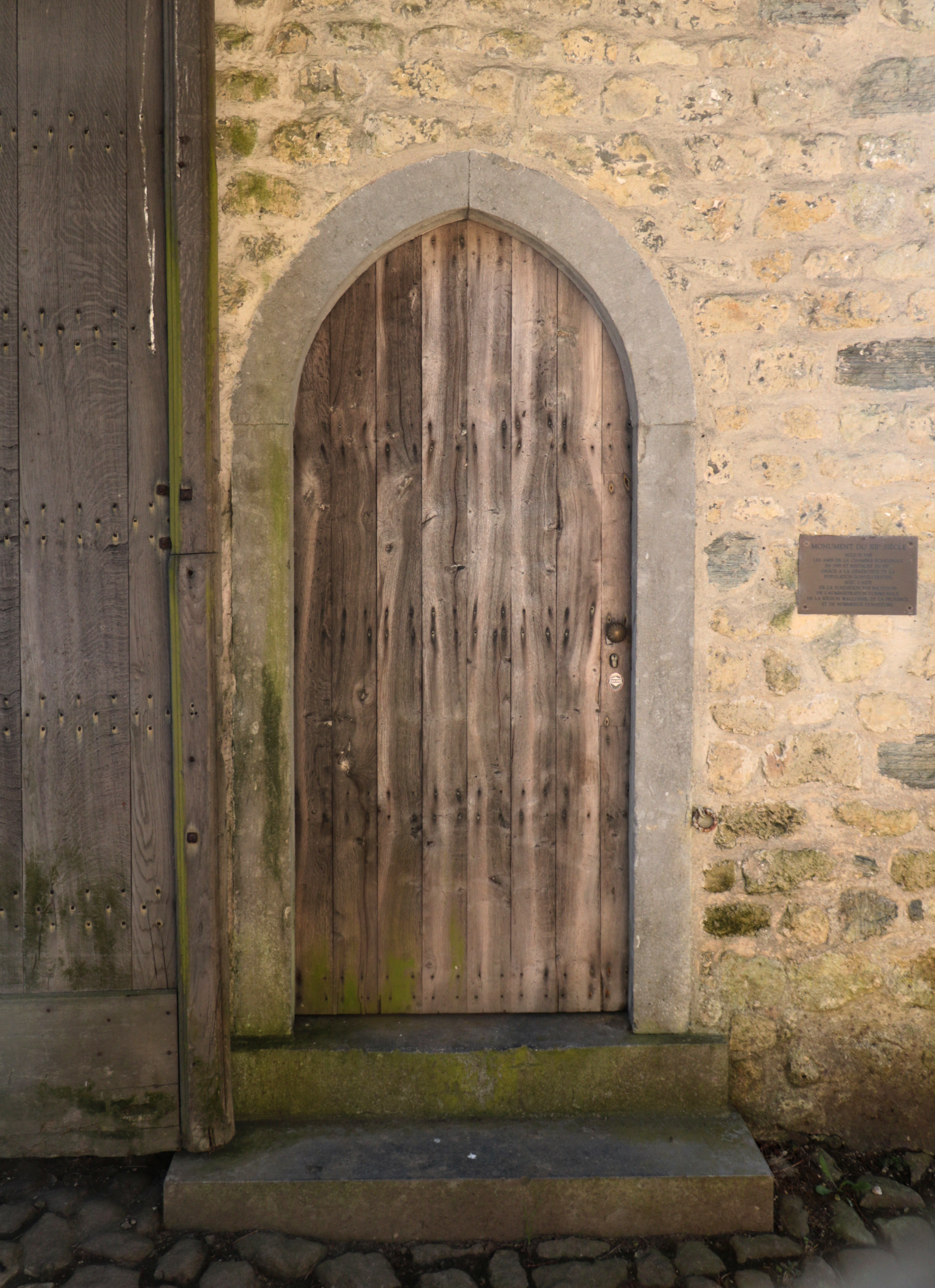
Porte ogivale intérieure.
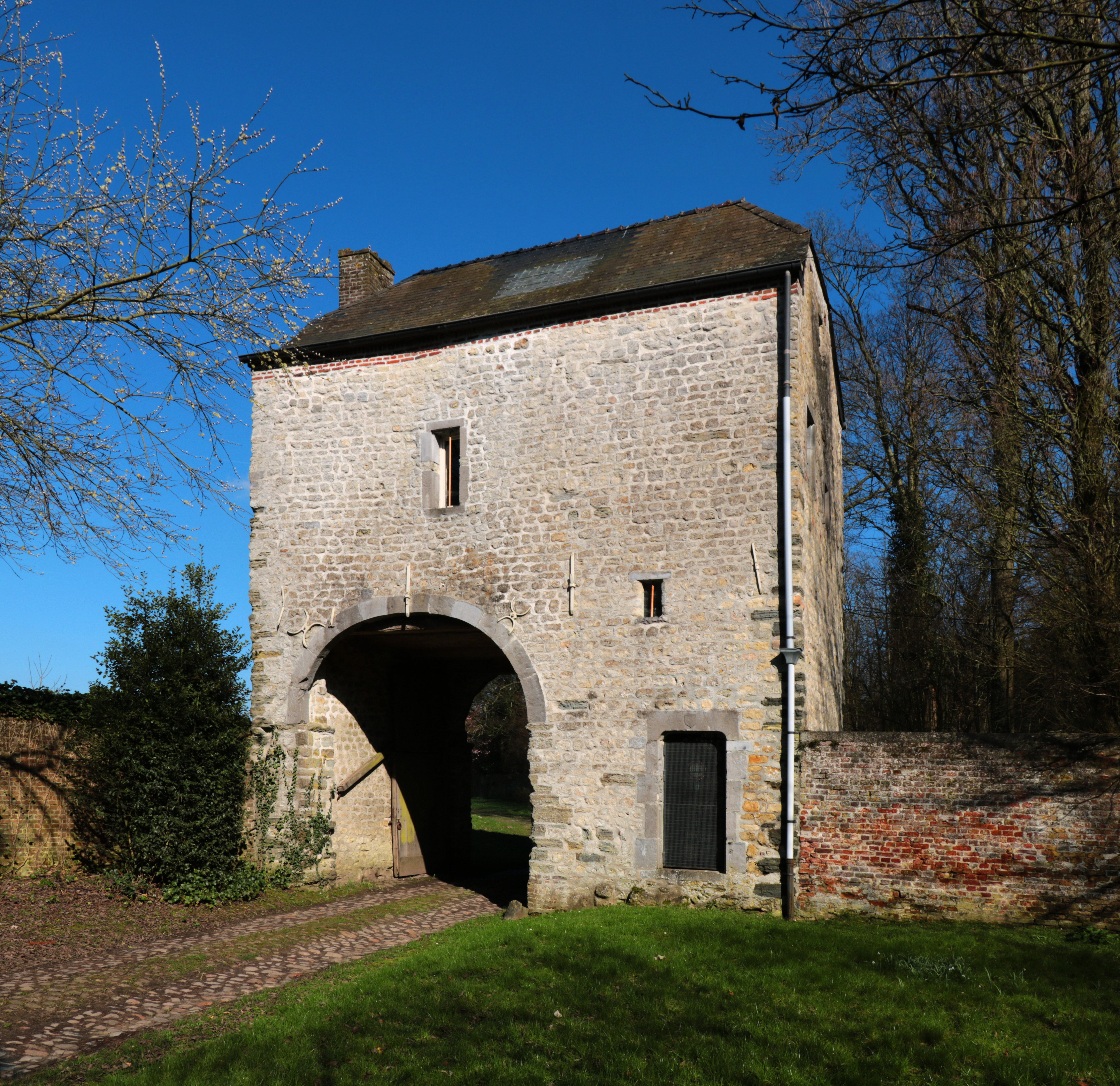
Vue de trois quarts.